# 哈佛中国史
《哈佛中国史》（英語：History of Imperial China，直译为《帝制中国史》或《中华帝国史》）六卷本，卜正民主编，陆威仪、迪特·库恩（Dieter Kuhn）和罗威廉（William T. Rowe）等参与编写，由哈佛大学出版社出版，记录帝制中国秦朝至清朝的历史，2016年10月中译本出版。